# Гамма (обсерватория)
Астрофизическая обсерватория Гамма — совместный советско-французский проект по исследованию неба в гамма-диапазоне. Первые наброски проекта можно отнести ещё к середине 1960-х годов, когда астрофизическая обсерватория планировалась как часть большой орбитальной станции, основной модуль которой мог бы быть запущен ракетой Н-1. В начале 70-х годов концепция орбитальной станции претерпела значительные изменения, воплотившись в аппаратах Салют и Мир. В связи с этим основная платформа обсерватории также претерпела изменения — вместо модуля орбитальной станции за основу был взят космический корабль «Союз». Работа над научными инструментами станции началась в 1972 году, французские институты подключились к проекту в 1974 году.
Проект обсерватории «Гамма» был готов в 1978 году и был утвержден вместе со станцией «Мир» в 1979 году. На этой стадии проекта обсерватория содержала стыковочный модуль, что позволяло бы стыковку и обслуживание с управляемых космических кораблей «Союз». Планировалось, что раз в полгода обсерваторию будут посещать космонавты и производить замену фотоплёнок и, возможно, инструментов обсерватории. Эти планы были отменены в 1982 году, когда выяснилось, что все строящиеся «Союзы» будут нужны для работ со станцией «Мир». Все системы, работающие на фотоплёнках, были заменены на электронные, позволяющие передачу результатов измерений на Землю по радиоканалу. В это время запуск обсерватории был запланирован на 1984 год, однако вскоре из-за значительных технических неполадок запуск был задержан и состоялся лишь в 1990 году. В результате различных неполадок в работе научной аппаратуры обсерватории не удалось получить значимые научные результаты.

## Инструменты

### Гамма-1
Телескоп «Гамма-1» — основной инструмент обсерватории — был предназначен для работы в диапазоне энергий 50 МэВ — 5 ГэВ. Телескоп представлял собой систему из антисовпадательного детектора, времяпролётной системы, широкозазорных искровых камер, газового черенковского счётчика, калориметра и теневой маски. Использование теневой маски позволяло существенно улучшить угловое разрешение телескопа, до 5 угловых минут, что было очень существенно для определения природы большого количества объектов, открытых в предыдущих гамма-миссиях (например Cos-B).
Телескоп имел чувствительную площадь около 500 см², что значительно больше, чем у предыдущего инструмента Европейского космического агентства на обсерватории Cos-B. Сразу после запуска спутника выяснилось, что в гамма-телескопе не работает подача высокого напряжения на искровую камеру, что катастрофически сказалось на возможностях телескопа строить изображения. В таком варианте гамма-телескоп «Гамма-1» не смог дать тот научный выход, на который рассчитывали его создатели. Основное количество наблюдений, проведённое при помощи телескопа «Гамма-1», было потрачено на периодические гамма-источники — пульсары Vela, Crab, Геминга, а также на исследование солнечных вспышек.
Телескоп являлся совместным проектом Московского инженерно-физического института (МИФИ), Института космических исследований АН СССР, Физического института им. П. Н. Лебедева АН СССР (ФИАН), Ленинградского физико-технического института (ЛФТИ), Центра ядерных исследований (Сакле, Франция) и Центра исследований космического излучения (Тулуза, Франция). звёздный датчик гамма-телескопа был сделан учеными из Польской академии наук.

### Диск-М
Телескоп «Диск-М» являлся разработкой Физико-технического института им. Иоффе АН СССР и был предназначен для получения изображений неба в энергетическом диапазоне 0,1—8 МэВ. Телескоп работал по принципу кодирующей апертуры, то есть восстанавливал изображение неба по теневой картине, создаваемой маской телескопа на регистрирующем позиционно-чувствительном детекторе. Детектор из сцинтилляционных кристаллов NaI(Tl), окружённый защитными кристаллами CsI (часть антисовпадательной защиты). Инструмент вышел из строя вскоре после запуска обсерватории.

### Пульсар Х-2
Инструмент «Пульсар Х-2» был предназначен для наблюдений рентгеновских барстеров, различных транзиентов и пульсаров в энергетическом диапазоне 2-25 кэВ. Инструмент состоял из четырёх идентичных пропорциональных счётчиков с эффективными площадями около 150 см² каждый и полями зрения 10×10 градусов, разведённых друг от друга на угол около 10 градусов таким образом, что общее поле зрения составляло 30×30 градусов. Угловое разрешение инструмента — около 20 угловых минут для ярких источников. Инструмент являлся совместной разработкой Московского инженерно-физического института (МИФИ), Института космических исследований АН СССР и Центра исследований космического излучения (Тулуза, Франция).

## Основные результаты
Ввиду того, что в результате отказа цепи высокого напряжения искровой камеры основной инструмент обсерватории (телескоп «Гамма-1») потерял возможность строить изображения, обсерватория провела наблюдения ряда ярких гамма-источников — пульсаров. Инструмент «Диск-М» вышел из строя вскоре после вывода обсерватории на орбиту. Вспомогательный инструмент «Пульсар Х-2» провел измерения профилей импульса пульсаров параллельно с наблюдениями телескопа «Гамма-1».